# Echinopepon cirrhopedunculatus
Echinopepon cirrhopedunculatus är en gurkväxtart som beskrevs av Joseph Nelson Rose. Echinopepon cirrhopedunculatus ingår i släktet Echinopepon och familjen gurkväxter. Inga underarter finns listade i Catalogue of Life.